# Ircinia dendroides
Ircinia dendroides är en svampdjursart som först beskrevs av Polejaeff 1884.  Ircinia dendroides ingår i släktet Ircinia och familjen Irciniidae. Inga underarter finns listade i Catalogue of Life.